# Les Choix de l'amour
Les Choix de l'amour (Lo que la vida me robó) est une telenovela mexicaine produite par Televisa et diffusée entre le 28 octobre 2013 et le 27 juillet 2014 sur Las Estrellas.
En France d'outre-mer, elle est diffusée entre le 24 mars 2015 et le 17 juillet 2015 sur le réseau La 1ère.
En France, elle est diffuée depuis le 16 septembre 2015 du lundi au jeudi à 20 h 30 et le vendredi à 22 h sur IDF1, puis entre le 28 avril 2017 et le 20 décembre 2017 sur Diamants TV puis entre le 2 janvier 2018 et le 2 avril 2017 sur France Ô.
La série est mis en ligne depuis le 27 janvier 2025 sur la plateforme de streaming TF1+.

## Synopsis
Dans la ville de Agua Azul vit  Montserrat Mendoza, jeune fille de la bonne société dont la famille est ruinée. Elle tombe amoureuse de José Luis, un jeune marin pauvre. Or, elle était fiancée au riche Sebastian qui revient de Londres où il faisait ses études et, découvrant  la relation de Montserrat et José Luis, rompt ses fiançailles.
Par ailleurs, Alejandro qui est un simple péon, voit sa vie basculer quand son patron mourant, le riche Benjamin Almonte, lui révèle qu'il est son fils et son héritier. Très perturbé par cette nouvelle, Alejandro part vers la plage en pleine nuit. Là, Montserrat croit que c'est José Luis qui la rejoint et l'embrasse. Alejandro a le coup de foudre et fera en sorte  qu'ils se rencontrent à nouveau.
Graciela Mendoza, la mère, ne perd pas de temps et exige de sa fille qu'elle se marie sans amour au nouvel héritier Alejandro Almonte, pour sauver la famille.
Avec le temps la jeune femme tombera amoureuse de son mari Alejandro qui, lui, l'aimait depuis la nuit du quiproquo sur la plage.

## Distribution
- Angélique Boyer : Montserrat  Mendoza Giacinti / Montserrat Mendoza Giacinti de Almonte / Montserrat Mendoza Giacinti de Álvarez
- Luis Roberto Guzmán : Commandante José Luis Álvarez / Antonio Olivares
- Sebastian Rulli : Don Alejandro Almonte Dominguez
- Grettell Valdez : Maria Zamudio
- Sergio Sendel : Don Pedro Medina
- Rogelio Guerra : Don Lauro Mendoza Sanromán  †
- Eric del Castillo : Padre Anselmo Torrenegro
- Gabriela Rivero : Doña Carlota Mendoza Sanromán de Basurto
- Daniela Castro : Dona Graciela Giacinti / Graciela Giacinti de Mendoza
- Lisset : Fabiolita Mendoza †
- Francisco Gottorno : Sandro Narvaez †
- Alberto Estrella :  Don Juventino Zamudio †
- Ana Bertha Espín : Rosario Domínguez
- Juan Carlos Barreto : Don Macario Peralta
- Luis Uribe : Capitán Ignacio Robledo †
- Osvaldo Benavides : Dimitrio Mendoza Gianciti
- Verónica Jaspeado : Josefina Valverde de Mendoza
- Margarita Magaña : Esmeralda Ramos de Solares
- Carlos de la Mota : Refugio Solares †
- Alejandro Ávila : Víctor Hernández
- Ale García : Nadia Argüelles de Medina de Hernandez
- Ferdinando Valencia : Adolfo Argüelles †[1]
- Marco Uriel : Efraín Loreto †
- Isabella Camil : Amelia Betrand de Arechiga de Médina
- Luis Xavier : Joaquín Arechiga †
- Ilithya Manzanilla : Angélica Arechiga Betrand de Àlvarez †
- Natalia Juárez : Virginia Arechiga Betrand
- Alejandra Procuna : Dominga García
- Luis Gatica : Bruno Gamboa †
- Rafael Amador : Teniente
- Juan Romanca : Gaspar Zamundio †
- Ricardo Vera : Licenciado
- Iván Caraza : Tomás Valverde †
- Osvaldo de León : Sebastián de Icaza
- Alfredo Adame : Don Benjamín Almonte †
- Alexis Ayala : Ezequiel Basurto †
- Mauricio de Montellano : Marino
- Lizzeta Romo : Violeta Icaza
- Oscar Daniel Duarte : Lauro "Laurito" Almonte Mendoza
- Ana Paula Martinez : Victoria Hernández Argüelles
- Jessica Mas : Monica Rentería †

## Diffusion internationale
| Pays ou Région  | Chaîne                                 | Titre                       | Série prémière  | Série finale      |
| --------------- | -------------------------------------- | --------------------------- | --------------- | ----------------- |
| Mexique         | Canal de las Estrellas                 | Lo que la vida me robó      | 28 octobre 2013 | 27 juillet 2014   |
| États-Unis      | Univision                              | Lo que la vida me robó      |                 |                   |
| Porto Rico      | Univision PR                           | Lo que la vida me robó      |                 |                   |
| Panama          | Telemetro                              | Lo que la vida me robó      |                 |                   |
| Hongrie         | RTL Klub                               | Amit elrabolt tőlem az élet |                 |                   |
| Chili           | Mega                                   | Lo que la vida me robó      | 12 février 2014 | 6 octobre 2014    |
| Chili           | La Red                                 | Lo que la vida me robó      | Juin 2015       |                   |
| Amérique latine | Canal de las Estrellas Amérique latine | Lo que la vida me robó      | 24 février 2014 |                   |
| Brésil          | Sistema Brasileiro de Televisão        | O que a vida me roubou      | 30 janvier 2017 | 11 septembre 2017 |

## Autres versions
- Bodas de odio (1983)
- Amor Real (2003)